# Christina McHale
Christina McHale (Teaneck, 11 de Maio de 1992) é uma ex-tenista profissional americana. Conquistou 3 títulos WTA (1 de simples e 2 de duplas). Seu melhor ranking foi o de 24, em simples, atingido em 20 de agosto de 2012.
O jogo da carreira foi pelo US Open de 2022, quando perdeu na primeira fase do qualificatório e foi homenageada ao sair de quadra.

## Finais

### Circuito WTA

#### Simples: 2 (1 título, 1 vice)
| Status                   | V–D                      | Torneio                                                 | Categoria              | Adversária         | Resultado      |
| Data                     | Data                     | Cidade/país                                             | Piso                   | Adversária         | Resultado      |
| ------------------------ | ------------------------ | ------------------------------------------------------- | ---------------------- | ------------------ | -------------- |
| Campeã (1–0) 18 sep 2016 | Campeã (1–0) 18 sep 2016 | Hashimoto Sogyo Japan Women's Open Tennis Tóquio, Japão | WTA International duro | Kateřina Siniaková | 3–6, 6–4, 6–4  |
| Vice (0–1) 3 mar 2014    | Vice (0–1) 3 mar 2014    | Abierto Mexicano Telcel Acapulco, México                | WTA International duro | Dominika Cibulková | 36–7, 6–4, 4–6 |

#### Duplas: 4 (2 títulos, 2 vices)
| Status                | V–D                   | Torneio                                        | Categoria              | Parceira         | Adversárias                    | Resultado        |
| Data                  | Data                  | Cidade/país                                    | Piso                   | Parceira         | Adversárias                    | Resultado        |
| --------------------- | --------------------- | ---------------------------------------------- | ---------------------- | ---------------- | ------------------------------ | ---------------- |
| Vice (2–2) Ago 2021   | Vice (2–2) Ago 2021   | Tennis in the Land Cleveland, Estados Unidos   | WTA 250 duro           | Sania Mirza      | Shuko Aoyama Ena Shibahara     | 5–7, 3–6         |
| Vice (2–1) Set 2019   | Vice (2–1) Set 2019   | Hana-cupid Japan Women's Open Hiroshima, Japão | WTA International duro | Valeria Savinykh | Misaki Doi Nao Hibino          | 6–3, 4–6, [4–10] |
| Campeã (2–0) Out 2016 | Campeã (2–0) Out 2016 | Tianjin Open Tianjin, China                    | WTA International duro | Peng Shuai       | Magda Linette Xu Yifan         | 7–68, 6–0        |
| Campeã (1–0) Jan 2016 | Campeã (1–0) Jan 2016 | Hobart International Hobart, Austrália         | WTA International duro | Han Xinyun       | Kimberly Birrell Jarmila Wolfe | 6–3, 6–0         |